# Verfassung der Freien Stadt Danzig
Die Verfassung der Freien Stadt Danzig war die Verfassung des nach dem Ersten Weltkrieg auf dem Gebiet Danzigs und umliegender Orte gebildeten Freistaates, der Freien Stadt Danzig, zwischen 1922 und 1939.

## Entstehung
Die Abtrennung Danzigs von Deutschland als „Freie Stadt“ führte zu der Notwendigkeit, dieser eine Verfassung zu geben.
Im Friedensvertrag von Versailles war in Artikel 103 festgelegt: „Die Verfassung der Freien Stadt Danzig wird im Einvernehmen mit einem Oberkommissar des Völkerbunds von ordnungsgemäß berufenen Vertretern der Freien Stadt Danzig ausgearbeitet. Die Verfassung wird von dem Völkerbund gewährleistet.“
Im September 1919 wurde ein Unterausschuss zur Vorbereitung der Verfassung eingerichtet. Er bestand aus 53 Mitgliedern des Magistrats und aller politischen Parteien. Er war parteipolitisch gemäß dem Ergebnis der Wahl zur Deutschen Nationalversammlung zusammengesetzt (zum Zeitpunkt dieser Wahl war die Freie Stadt Danzig noch nicht konstituiert). Dem Unterausschuss wurden zwei Verfassungsentwürfe vorgelegt. Im September legte der parteilose Oberbürgermeister Heinrich Sahm einen Entwurf vor, im Oktober folgte ein Gegenentwurf der Mehrheitssozialisten. In 20 Sitzungen wurde bis zum 22. März 1920 die einzelnen Themen diskutiert, und am Ende ein Verfassungsentwurf abgestimmt.
Ein wesentlicher Konfliktpunkt war die Frage der Schulorganisation. Die Zentrumspartei der Freien Stadt Danzig konnte sich nicht gegen Sozialdemokraten und Liberale durchsetzen, die alle Konfessionsschulen abschaffen wollten und als einzige Schulform die staatliche Simultanschule wünschten.
Die Kommunalwahlen am 14. Dezember 1919 führten zu einem deutlichen Erstarken der DNVP bei Verlusten der Sozialdemokraten und der DDP. Auch bei der Wahl zur Verfassungsgebenden Versammlung am 16. Mai 1920 zeigte sich dieses Bild.
Am 14. Juni 1920 trat die Verfassungsgebende Versammlung erstmals zusammen. Nach 22 Sitzungen verabschiedete diese am 11. August 1920 mit 68 Ja-Stimmen zu 44 Nein-Stimmen bei einer Enthaltung in dritter Lesung die Verfassung. Der Streit um die Schulpolitik war so heftig, dass USPD und SPD bei der Abstimmung über den Artikel 101 aus Protest den Saal verließen. Mit dem unter den bürgerlichen Parteien gefundenen Kompromiss konnten die Konfessionsschulen bestehen bleiben, neue Schulen sollten jedoch als Simultanschule entstehen.
Die notwendige Genehmigung der Verfassung durch den Völkerbund dauerte noch länger. Weder die Botschafterkonferenz am 9. November 1920 (nach dieser wurde die Freie Stadt Danzig konstituiert) noch die Konferenz vom 27. Oktober 1920 behandelte die Verfassung. Erst mit Veröffentlichung im „Journal Officiel“ des Völkerbundes vom 13. Mai 1922 war die Verfassung auch offiziell in Kraft.

## Verfassungsänderungen
Die Verfassung wurde mit mehreren Gesetzen geändert:
- Gesetz vom 9. Dezember 1920[3]
- Gesetz vom 17. Mai 1921[4]
- Gesetz vom 4. April 1922[5]
- Gesetz vom 4. Juli 1930[6] Inhalt dieser Änderung, die am 27. Juni 1930 mit 92 Stimmen gegen die Stimmen der Kommunisten und bei 23 Enthaltungen angenommen wurde, war die Verkleinerung des Volkstags auf 72 und des Senates auf 12 Mitglieder.[7]

1928 scheiterte der Versuch einer Verfassungsänderung. In der dritten Lesung am 27. Juni 1928 nahmen nur 74 Abgeordnete teil, so dass die notwendige Mehrheit nicht erreicht wurde. Am 9. Dezember 1928 kam es zu dem vorgeschriebenen Referendum. Die Bevölkerung hatte hierbei die Möglichkeit zwei Änderungsvorschläge zu unterstützen. Der Antrag „Volkswille“ zielte darauf, die Zahl der Abgeordneten auf 72 zu reduzieren, der Vorschlag „Bürgerschutz“ wollte die Zahl sogar auf 61 reduzieren. Beide Anträge verfehlten die notwendige Zahl von 108.000 Stimmen. Der „Volkswille“ wurde von 73.284 Wählern, der „Bürgerschutz“ von 58.251 Wählern unterstützt.

## Aushöhlung und Aufhebung
In der Wahl zum 5. Volkstag am 28. Mai 1933 hatte die NSDAP eine absolute Mehrheit der Stimmen und 38 von 72 Mandaten im Volkstag erhalten. Mit dieser Mehrheit wurde das Ermächtigungsgesetz auch in Danzig eingeführt. Damit war die Verfassung in wesentlichen Teilen ausgehöhlt. Petitionen der demokratischen Parteien an den Völkerbund führten zu keinen Verbesserungen.
Durch Gesetz vom 1. September 1939 wurde die Verfassung endgültig aufgehoben.

## Inhalte
Da die Bevölkerung zu 95 % aus Deutschen bestand, regelte Artikel 4, die Amtssprache ist deutsch. Für die polnische Minderheit war der Gebrauch der polnischen Sprache beim Unterricht sowie bei der inneren Verwaltung und der Rechtspflege garantiert.
Artikel 6 bis 24 regelten die Wahl und Arbeit des Volkstags, des Parlaments. Die Rolle des Senats, der Regierung war in Artikel 25 bis 42 geregelt. Der Senat bestand aus 7 hauptamtlichen und 13 ehrenamtlichen Senatoren. Weder eine vorzeitige Auflösung des Parlaments noch eine Absetzung der hauptamtlichen Senatoren war vorgesehen.
Das in Artikel 43 bis 49 geregelte Gesetzgebungsverfahren regelte, dass Gesetze der Zustimmung von Senat und Volkstag bedurften. Für den Fall, dass der Senat Gesetzesentwürfen des Volkstags seine Zustimmung versagt, war eine Volksabstimmung vorgesehen. Verfassungsänderungen bedurften einer Zweidrittelmehrheit. Kreditaufnahmen und neue Steuern waren an ein Votum des Finanzrates gebunden.
Der zweite Hauptteil der Verfassung (Art. 71 ff.) regelte die Grundrechte und Grundpflichten. Die Regelungen orientierten sich vielfach an den entsprechenden Regelungen der Weimarer Reichsverfassung. Besonders umstritten waren die Regelungen über Religion und Religionsgesellschaften in Artikel 96 ff. Entgegen den Regelungen im Reich bestand keine Trennung von Staat und Kirche. Auch hatten die bürgerlichen Parteien das Recht der Kirchen festgeschrieben, Kirchensteuer zu erheben. Auch die Regelungen über Bildung und Schule (Art. 101 ff.) waren umstritten gewesen. Neben der Simultanschule (Art. 104) waren die sozialdemokratischen Parteien damit gescheitert, den Religionsunterricht (Art. 106) verbieten zu lassen.